# Afërdita Veveçka Priftaj
Afërdita Veveçka Priftaj, född 21 januari 1948 i Berat, död 4 juli 2017 i Wien, var en albansk fysiker som arbetade vid Albaniens vetenskapsakademi och var professor vid Tiranas Polytekniska Universitet. Hennes forskning var fokuserat på metaller, undersökning av deras mikrostruktur och mekaniska egenskaper och effekterna av allvarlig plastisk deformation på nanokristallina material. 
Veveçka dog den 4 juli 2017 i Wien, Österrike. 